# Motocross
Motocross je vrsta športa na motociklima i četverociklima (poznati kao ATV-ovi ili quadovi). 
Naziv motocross je kombinacija engleskih riječi motorcycle (motorkotač) i Cross Country (vožnja po terenu).
Vozila za motocross su posebno oblikovana za tu svrhu: posjeduju posebno oblikovane gume, nemaju svjetla, žmigavce, stalak itd. Kao športska oprema nisu namijenjena za vožnju u javnom cestovnom prometu. Namijenjena su samo u natjecateljske svrhe. Osim sportskih naočala, vozači za utrku trebaju biti opremljeni kacigama, rukavicama, plastičnim oklopom za prsa, leđa, ramena i međunožje. Najpoznatije robne marke ili proizvođači čizama za motocross su Alpinestars, Sidi (SIDI), XTar, za kacige su Shoei, Shark, Airoh i za ostalu opremu Amazon, No Fear, FM i dr.
Ozljede tijekom motociklističkih utrka su uvijek moguće (prijelomi, iščašenja, fraktura itd.): većinom ih prouzroče građa staze, vrijeme i temperatura ili vozačeva nedisciplina, a katkada i kvarovi motora. Maloljetnici se također mogu baviti motocrossom, ali naravno, pod nadzorom roditelja i smanjenom brzinom moticikla ("krosera").
Postoje razne vrste motocrossa, primjerice supermoto (na asfaltu), FMX (akrobatski motocross slobodnog stila, freestyle), brzina & stil (speed & style) i skakanje u vis preko rampe.

## Motocross u Hrvatskoj
U Hrvatskoj postoje dvije glavne motociklističke staze na otvorenom: "Mladina" u Jastrebarskom (klub Jaska) i "Draga" u Rakovom Potoku (klub Marović). Neke od manjih staza su u Petrinji i Ribniku. Najpoznatiji hrvatski prvak u motocrossu je Nenad Šipek (br. 1, MX3 klasa, 450 - 650cc).
Masters of Dirt bili su u Hrvatskoj u nekoliko navrata. U ožujku 2013. bio je održan "FMX Monster Energy Masters of Dirt The Next Level", a u prosincu 2019. "Masters of Dirt Total Freestyle Tour", oba u Areni Zagreb. Nekoliko godina ranije zakazano je "Night of the Jumps", ali je natjecanje odgođeno. FMX Red Bull X-Fightersi su bili na Trgu Kralja Tomislava u Zagrebu lipnju 2009. u sklopu Red Bull X-Fighters Exhibition Toura.

## Vanjske poveznice

### Sestrinski projekti
|  | Zajednički poslužitelj ima još gradiva o temi Motocross |

### Mrežna sjedišta
- Hrvatski motociklistički savez
- FIM World Motocross Championship  Arhivirana inačica izvorne stranice od 8. veljače 2014. (Wayback Machine)